# Théâtre de Taghiev
Le théâtre de Taghiev à Bakou se trouvait à l'emplacement de l'actuel théâtre musical d'État d'Azerbaïdjan. Leyli et Medjnoun y fut créé en 1908 et Archine mal alan le 25 octobre 1913 (7 novembre dans le calendrier grégorien).